# Cochranella mache
Cochranella mache és una espècie de granota que viu a l'Equador.